# ソク・ソヴァン
ソク・ソヴァン（クメール語: សុខ សុវណ្ណ、1992年4月5日 - ）は、カンボジの元サッカー選手。元カンボジア代表。現役時代のポジションはDF。

## 代表歴
A代表デビューは2013年に行われたグアム代表との親善試合である。